# La voie de pureté
 (décembre 2020).
Si vous disposez d'ouvrages ou d'articles de référence ou si vous connaissez des sites web de qualité traitant du thème abordé ici, merci de compléter l'article en donnant les références utiles à sa vérifiabilité et en les liant à la section « Notes et références ».
Dans la tradition du Bouddhisme, La voie de pureté est celle des Êtres d'Éveil qui ont réalisé l'Éveil dans l'une des 6 perfections et qui s'entrainent dans cette voie pour les avoir toutes et devenir un Bouddha, qui lui seul est complètement et parfaitement Éveillé.

## Les 6 perfections
1. La perfection de sagesse
2. La perfection de contemplation
3. La perfection d'énergie
4. La perfection de patience
5. La perfection d'éthique
6. La perfection du don